# Ivan Armenac
Ivan Armenac je bio bizantski general od 520. do 535. godine. Zapovijedao je Belizarovim pohodima na sasanidsku Perziju, sjevernu Afriku i Italiju.
Za vrijeme pobune Nike je odigrao ključnu ulogu u jurišu na hipodrom i razbijanju pobunjenika. 
Ubili su ga Ostrogoti u zasjedi blizu Ravenne oko 535. godine u vrijeme ratovanja protiv Ostrogotskog Kraljevstva.